# Phreatia subcrenulata
Phreatia subcrenulata är en orkidéart som beskrevs av Rudolf Schlechter. Phreatia subcrenulata ingår i släktet Phreatia och familjen orkidéer. Inga underarter finns listade i Catalogue of Life.